# USS Catoctin (AGC-5)
USS Catoctin (AGC-5) – amerykański okręt dowodzenia siłami desantowymi typu Appalachian. Służył w US Navy w czasie II wojny światowej. Jego nazwa pochodzi od angielskiej nazwy góry Catoctin z najwyższego łańcucha górskiego południowych Appalachów. 
„Catocin” został zwodowany jako SS „Mary Whitridge” 23 stycznia 1943 roku w stoczni Moore Dry Dock Co. w Oakland, matką chrzestną była pani Morton. Został zbudowany na podstawie kontraktu podpisanego przez Maritime Commission. Został nabyty przez US Navy 31 sierpnia 1943 roku i wszedł tego samego dnia do służby. Pomiędzy 14 września a 11 października 1943 roku jednostka przeszła z Long Beach w Kalifornii do Filadelfii, gdzie po dotarciu została wycofana ze służby. Przebudowano ją na okręt dowodzenia i jednostkę sztabową. Powtórnie okręt wszedł do służby 24 stycznia 1944 roku i został przydzielony do Floty Atlantyku.
„Catocin” był m.in. okrętem dowodzenia w czasie inwazji na południową Francję, brał udział w organizacji konferencji jałtańskiej, następnie przeszedł na Pacyfik. Po wojnie brał udział w pertraktacjach w Chinach.
26 lutego 1947 roku został wycofany ze służby w Filadelfii i umieszczony w rezerwie. 30 grudnia 1959 roku został przekazany Maritime Administration. Następnie sprzedany na złom firmie Warship Construction Co. z South Portland, ME.